# Barthélemy-Fleury Delhorme
Ne doit pas être confondu avec Barthélémy-Albin-Fleury Delhorme, son frère.
Barthélemy-Fleury Delhorme (24 août 1760, Lyon - 14 décembre 1833, Ormes), est un homme politique français.

## Biographie
Il est le frère de Barthélémy-Albin-Fleury Delhorme. Entré dans la magistrature, il devient procureur du roi en la généralité de Lyon en 1789 en étant notamment recommandé par le marquis Louis de Thomassin de Peynier, président à mortier honoraire au parlement de Provence et ancien intendant aux Antilles. En 1790, il épouse Jeanne Marie Delhorme (1774-1835), fille de son cousin Jean-Baptiste de l'Horme (1736-1785), ancien négociant à Saint-Pierre de la Martinique anobli en 1778.   
Il est maire de Vernaison de 1808 à 1815.    
En 1815, il est procureur-général à Lyon en 1815. Conseiller général du Rhône, il est président du conseil général du Rhône de 1818 à 1825. Le 9 mai 1822, il est élu député du 2e arrondissement électoral du Rhône. Il siège dans la majorité ministérielle royaliste soutenant Joseph de Villèle. Il est réélu le 25 février 1824. 
Chevalier de la Légion d'Honneur en 1817, il devient officier de cet ordre en 1825.  
Le 17 novembre 1827, il est battu aux élections législatives par Royer-Collard. Retiré de la vie politique, il s'établit par la suite à Ormes (Saône-et-Loire), où il meurt le 14 décembre 1833. Sur son acte de décès, il est dit "baron de l'Horme, officier de l'ordre royal de la Légion d'Honneur, ancien premier président à la cour royale de Caen, ancien conseiller d'État, ancien député du Rhône". 

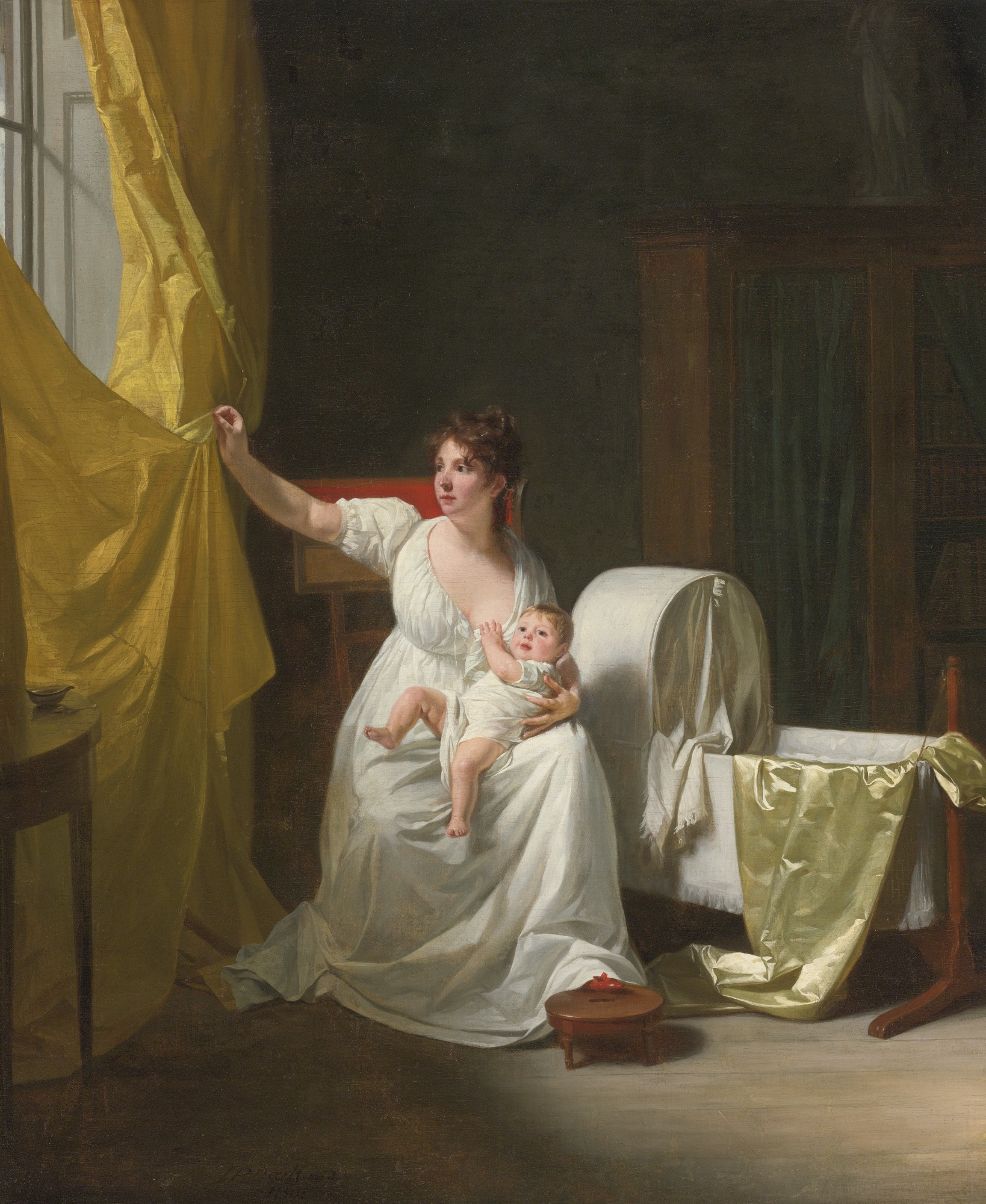
Portrait de son épouse avec l'un de leurs enfants.

## Pour approfondir